# EVE Online
EVE Online è un videogioco MMORPG sandbox fantascientifico, interamente ambientato nello spazio. È stato pubblicato nel maggio 2003 dalla CCP Games.
Il 7 novembre 2007 CCP ha pubblicato i client per i sistemi operativi Linux e macOS, che affiancavano l'originale client per piattaforma Microsoft Windows.
Il 10 marzo 2009 con l'uscita dell'espansione Apocrypha e la ricomparsa del gioco in versione retail nei negozi, distribuito dall'Atari, il client per Linux è stato dismesso, ufficialmente perché CCP lamentava un numero di giocatori Linux troppo scarso a fronte degli investimenti richiesti per lo sviluppo della piattaforma.
Il gioco è stato scritto interamente in Python

## Trama

### I prodromi
In un lontano futuro l'uomo incomincerà a viaggiare regolarmente nello spazio e a colonizzare ogni angolo della nostra galassia, la Via Lattea. La colonizzazione verrà permessa dall'implementazione della tecnologia warp e dalla costruzione dei jump-gate, i dispositivi che consentiranno di creare wormhole artificiali che permetteranno il passaggio da un punto ad un altro dell'Universo (tra loro lontanissimi) in tempi brevissimi. I jump-gate permetteranno così gli spostamenti da un sistema planetario ad un altro. Nel 7703 d.C., nella zona del sistema planetario di Canopus, verrà scoperto un enorme wormhole naturale comunicante con un'altra galassia sconosciuta dell'universo. Un mondo inesplorato e ricco tutto da conquistare, che potrà dare ossigeno alla vecchia Via Lattea ormai satura e ampiamente sfruttata. Un nuovo inizio, una nuova vita. Ecco perché il wormhole verrà chiamato EVE. La colonizzazione inizierà subito dopo aver verificato la stabilità del wormhole e continuerà anche dopo la sua chiusura, grazie alla costruzione di due enormi jump-gate (ribattezzati EVE gate) alle due estremità, durata due secoli. EVE gate metterà in comunicazione il sistema solare di Canopus con quello di New Eden, come verrà battezzato il primo sistema planetario al di là del wormhole naturale. Così, anche dopo la chiusura del wormhole naturale, la colonizzazione proseguirà per un'altra settantina d'anni senza problemi. Un giorno, però, un evento sconosciuto provocherà un fenomeno talmente disastroso da cancellare quasi tutto il sistema solare di New Eden, rendendo di fatto inutilizzabile l'EVE gate: ogni nave che tenterà di avvicinarvisi sarà infatti distrutta da violenti fenomeni gravitazionali e magnetici. Verranno così tagliate le vie di comunicazione e di commercio tra le due galassie.
I coloni si ritroveranno, così, soli in un mondo ancora troppo dipendente dalla galassia madre per poter sopravvivere basandosi sulle sole proprie forze. I pianeti appena colonizzati, non essendo del tutto terraformati non saranno autosufficienti e le colonie si trasformeranno rapidamente in immensi e desolati cimiteri. Un rapidissimo declino tecnologico e sociale colpirà le varie comunità umane sopravvissute al disastro, portandole ad uno status semibarbarico, prive delle antiche tecnologie ormai dimenticate, e isolate nei loro pianeti, che non saranno più in grado di lasciare. Passeranno millenni, così, in cui le varie comunità inizieranno da capo a svilupparsi e a progredire, anche se totalmente ignare dell'esistenza le une delle altre. Finché non torneranno a riconquistare la perduta capacità di lasciare il proprio pianeta per inoltrarsi nello spazio, tornando ad esplorarlo e a conquistarlo.
In tutti questi millenni, saranno cinque le principali colonie umane sopravvissute e rievolutesi, da cui discenderanno le fazioni di EVE: gli Amarr, i Caldari, i Gallente, i Joviani, i Minmatar. Ognuna di queste cinque razze, sarà contraddistinta da tratti somatici, abitudini sociali, strutture politiche ben definite, dovute alle evoluzioni differenti su cui influiranno anche le condizioni ambientali dei loro pianeti di origine, avvenute nel più totale isolamento. Ognuna di esse, tra varie vicissitudini, avrà il controllo della parte dell'Universo di EVE in cui si troverà il proprio pianeta di origine. Da esse nasceranno altre entità minori, cosiddette di Pirati, che prenderanno il controllo delle zone più remote. Le grandi corporazioni di pirati saranno quelle degli Angels, dei Blood Raiders, dei Guristas, dei Sanshas, dei Serpentis e quella dei Droni, che non sarà una vera e propria razza umana, ma una comunità di automi totalmente autosufficienti. È l'anno 23341 d.C.

### Le fazioni diEVE

#### Amarr Empire
La colonia di origine degli Amarr, insediatasi su Athra, sarà fondata da un gruppo di coloni Conformisti, fortemente religiosi. Dopo il disastro dello EVE gate e il passare dei millenni, quella Amarr sarà ufficialmente la prima razza che riconquisterà la capacità di esplorare lo spazio, ricostruendo una tecnologia per il warp drive che consentirà loro di iniziare una prepotente espansione nell'Universo di EVE. La società Amarr sarà basata su struttura imperiale, con cinque famiglie reali da cui proverranno i vari imperatori. Fortissima sarà la componente religiosa all'interno dell'impero, dove la religione Amarr prevarrà il pensiero e la vita di tutte le persone. L'Imperatore, in questo contesto, assumerà una fisionomia semi-divina. Ogni sua decisione sarà legge indiscussa in tutti i recessi dell'Impero. L'impero Amarr, nella sua espansione, incontrerà altre razze, che sistematicamente verranno ridotte in schiavitù, pratica ampiamente giustificata dalla religione Amarr. Tra queste quella Minmatar soffrirà le peggiori conseguenze di questa politica. Ridimensionati dallo scontro con l'Impero Jove, che infliggerà una umiliante e catastrofica sconfitta all'Impero Amarr intenzionato a soggiogarlo, gli Amarr si troveranno pure a fronteggiare la ribellione dei Minmatar, che porterà questi ultimi a riconquistare l'affrancamento dalla schiavitù imponendo un'altra cocente disfatta agli Amarr. L'Impero Amarr, dopo queste due severe batoste si dedicherà a consolidare il suo dominio interno, ricostruendo pian piano la sua potenza, il suo splendore e fronteggiando l'elefantiaca struttura burocratica minante la stabilità e le capacità di governo, soprattutto nelle regioni più periferiche.

#### Caldari State
I Caldari prenderanno origine da una colonia insediatasi sul pianeta di Caldari Prime, fondata e costruita da una megacorporazione che ne inizierà la terraformazione. Dopo il disastro dello EVE gate, le colonie superstiti daranno origine a quello che sarà lo Stato Caldari. Massima espressione del capitalismo, la sua ossatura sarà data da diverse mega-corporazioni, a loro volta comprendenti migliaia di piccole, medie e grandi corporazioni specializzate nei più svariati campi. Lo spazio dei Caldari conoscerà il più elevato tasso di sviluppo tecnologico, inferiore solamente a quello Joviano. Il tenore di vita generalmente non conoscerà mezze misure: o di alto livello, o disumanamente misero. In ossequio alla visione capitalistica, infatti, chi non sarà capace di adeguarsi alle regole imposte dalle varie mega-corporazioni di riferimento, verrà inesorabilmente isolato all'interno della società, fino a dover scegliere tra l'esilio forzato e il suicidio come uniche alternative. Le mega-corporazioni faranno il bello e il cattivo tempo in ognuna delle loro zone di influenza, in totale indipendenza l'una dall'altra. In apparenza lo Stato Caldari apparirà come un insieme di comunità indipendenti e disunite. Tuttavia, memori delle pesanti conseguenze subite a seguito della guerra contro gli odiati Gallente (i Caldari perderanno il controllo del loro pianeta originario, Caldari Prime), i Caldari promuoveranno lo sviluppo della tecnologia e delle arti militari, portandoli ad una condizione di supremazia tecnologica nel campo degli armamenti e mostrando, nonostante l'apparente divisione, la capacità di organizzarsi in un fronte comune nel nome dello Stato Caldari, agguerrito, coeso e temibile.

#### Gallente Federation
I gallente si evolveranno da un gruppo di colonizzatori di origine francese. Dopo il disastro dello EVE gate, le colonie superstiti inizieranno la loro evoluzione verso la Federazione Gallente, costituitasi tra varie popolazioni tra loro entrate in contatto una volta ripresa l'esplorazione spaziale. La Federazione Gallente sarà ciò che di più assimilabile ad una struttura democratica esisterà in EVE. Ispirata al liberismo economico, al sistema politico della democrazia, al rispetto dei diritti fondamentali dell'uomo e delle libertà individuali, la Federazione Gallente rappresenterà una delle zone di EVE tra le più prosperose e pacifiche, che attrarrà anche diverse persone appartenenti alle altre razze. In assoluto i migliori nel campo dell'arte e dell'intrattenimento, i Gallente saranno famosi anche per la bellezza dei luoghi da loro abitati, ricchi di attrazioni e di meraviglie artistiche. In guerra per lungo tempo con lo Stato Caldari, si dichiareranno i campioni della libertà all'interno dell'universo di EVE.

#### Jove Empire
I Joviani costituiranno una razza misteriosa e quasi sconosciuta in EVE. Poco numerosi, costituiranno tuttavia la razza in assoluto più progredita tecnologicamente, indefinibilmente più avanti rispetto alle altre. L'Impero Jove, infatti, sarà il primo a risorgere dal periodo buio successivo al collasso di EVE Gate, tornando ad un altissimo livello evolutivo molto prima delle altre razze. Geloso della propria indipendenza e del proprio sapere, resterà isolato dalle altre realtà umane, al punto da chiudere tutti i portali comunicanti con le altre aree di EVE. Tuttavia, l'uso sconsiderato e senza controllo dell'ingegneria genetica fatto dai Joviani per modificare il genoma umano in modo da migliorarne le caratteristiche, porterà a creare modifiche genetiche permanenti nel DNA della popolazione joviana, con effetti devastanti, tra i quali il peggiore sarà il Jovian Disease, una malattia che inesorabilmente porterà i soggetti colpiti ad un violento stato depressivo e ad una morte precoce. L'Impero Jove resterà un'area irraggiungibile (all'interno del gioco vi sono due intere regioni non collegate alle rimanenti e la razza jove non è tra quelle disponibili per i giocatori) e misteriosa. Pochissimi e rarissimi i visitatori che vi accederanno. L'Impero Jove terrà costantemente sotto controllo gli altri stati con spie e sensori di ogni tipo per seguirne le mosse.

#### Minmatar Republic
I Minmatar traggono la loro origine dal sistema di Pator, più precisamente dal pianeta Matar avente caratteristiche estremamente favorevoli per la vita umana. Diverse colonie insediatesi sul pianeta sopravviveranno al disastro dello EVE gate dando origine alle cosiddette sette tribù. Queste si evolveranno nei millenni, entrando in contatto tra loro e dando in seguito origine all'Impero Minmatar, esteso su diversi sistemi ricolonizzati, grazie anche al riutilizzo di antichi jump gate ritrovati e rimessi in funzione. Durante l'espansione degli Amarr, l'Impero Minamatar verrà da questi invaso e i Minmatar si ritroveranno a subire un lungo periodo di sudditanza sotto gli invasori Amarr che li avrebbero usati per lungo tempo come schiavi. I Minmatar si riprenderanno da questa situazione solo in occasione della cocente sconfitta subita dall'Impero Amarr ad opera di quello Jove. Approfittando della debacle subita dall'invasore, tutto il territorio del vecchio impero si ribella. Così, dal giorno dello scoppio della rivolta contro gli Amarr, i Minmatar si dimostreranno capaci non solo di recuperare la libertà perduta, ma di costruire uno stato orgogliosamente coeso e forte, all'interno del quale le varie tribù, superate le vecchie rivalità tribali, costituiranno la principale ossatura della nuova realtà politica: la Repubblica Minmatar. Solo una delle antiche tribù (quella Ammatar) verrà esclusa del tutto da questa nuova realtà, perché aveva collaborato con l'invasore Amarr e ne seguirà le vicende, abbandonando la zona di origine.

## Modalità di gioco

### Carriera evita
È in questo contesto che il giocatore si ritrova nel gioco. Dovrà scegliere il proprio personaggio tra le quattro fazioni disponibili, impersonando un pilota di navi stellari. La base del giocatore è la sua capsula, attraverso cui potrà passare da una nave all'altra. La distruzione della capsula comporta la morte. Tuttavia il pilota potrà risorgere indefinitamente grazie al suo clone. Il giocatore ha la possibilità di intraprendere diverse carriere di gioco, anche contemporaneamente: minatore, costruttore (di astronavi e moduli), pirata, cacciatore di taglie, commerciante, ricercatore, industriale o mission runner. Il gioco non si basa sulla progressione a livelli tipica dei MMORPG, ma fa uso di un sistema di abilità (Skill) molto complesso che utilizza il tempo (reale) per far progredire il proprio personaggio. Le possibilità di progressione sono, così, pressoché infinite e ogni giocatore può costruirsi una propria carriera e una propria storia di gioco fortemente personalizzate: ciò significa che ogni personaggio giocante (in gergo “char” da “character”), può “crescere” specializzandosi non necessariamente in un solo ruolo, ma in differenti ruoli contemporaneamente. Oltre alle skill, gran parte della crescita del giocatore è lasciata all'esperienza di gioco, volutamente improntata alla cooperazione con altri giocatori. A questo aspetto la CCP continua a dedicare molti dei suoi sforzi, avendo in via di sviluppo per il prossimo futuro, vari livelli di interazione che non si fermeranno al volo spaziale, con l'obiettivo di creare un mondo virtuale quanto più possibile reale. Allo stato attuale la vita dei piloti si svolge quasi tutta nello spazio e le stazioni costituiscono ambienti statici che fungono da punti di approdo, ricovero, approvvigionamento e scambi commerciali. In quest’ottica CCP aveva previsto la possibilità per i giocatori di interagire e vivere all'interno delle stazioni promuovendo il progetto Incarna. Tuttavia, quest’ultimo, previsto per il 2010, restò incompleto e in gran parte irrealizzato, per essere successivamente abbandonato. Nelle ambizioni di CCP era compresa pure la possibilità di interagire con e sui pianeti, attraverso una grande espansione (del 2013) che includeva la totale interazione con un altro gioco per console dalla CCP, Dust514: gli scarsi risultati in termini di successo ottenuto da Dust514, tuttavia, portarono CCP ad accantonare il progetto arrivando alla chiusura ufficiale di Dust514 appena tre anni dopo.
Esistono diverse possibilità di guadagnare ISK, la moneta corrente di EVE, chiamata come la Corona islandese (ISK) in ossequio al paese di origine della CCP. Quelle basilari sono le missioni per conto di agenti NPC e il mining (la ricompensa aumenta salendo di livello della categoria di agente che si sta seguendo, per esempio security, e/o andando in zone a bassa o zero sicurezza dove la ricompensa è decisamente maggiore). Man mano che il giocatore acquisisce esperienza, si può dedicare alla pirateria e al commercio, arrivando a realizzare profitti non indifferenti.

### Corporazioni e alleanze
All'interno del gioco, ogni giocatore può scegliere se far parte di una corporazione NPC oppure di una corporazione costituita da altri giocatori che può avere anche più di una specializzazione. Ognuno può comunque costruire la propria e reclutare altri giocatori. Varie corporazioni possono poi decidere di unirsi in una Alleanza che può raggiungere anche dimensioni di svariate migliaia di giocatori, includendo decine di corporazioni. Le guerre tra Alleanze, le guerre di conquista, le razzie, costituiscono uno dei momenti di gioco più appassionanti, anche perché totalmente gestito e regolato dai giocatori stessi. Quest'aspetto del gioco, fa sì che tra le dinamiche più importanti di EVE Online vi sia la politica con tutti i suoi aspetti positivi e negativi. I rapporti tra corporazioni e tra alleanze assumono un aspetto rilevante all'interno del gioco. La possibilità di conquistare interi sistemi su cui basare veri e propri imperi gestiti dai giocatori stessi (nella zona cosiddetta 0.0 a sicurezza nulla, un vero e proprio far west, contrapposta alla zona cosiddetta dell'impero con livello di sicurezza da 0.5 a 1.0 in cui si può vivere in relativa tranquillità e al sicuro), di decidere sullo sfruttamento delle risorse e pure sull'economia di intere regioni (gruppi di più costellazioni), ha dato luogo ad una vera e propria storia di EVE scritta giorno per giorno dagli stessi giocatori, in cui alleanze, tradimenti, spionaggio, guerre e altro, decidono le sorti anche di migliaia di giocatori. Attivissima è pure l'economia interna del gioco, con un mercato vivacissimo. A proposito di quest'ultima, è degno di nota il fatto che, tranne che per pochi elementi di base la cui disponibilità è assicurata artificialmente da venditori NPC, il mercato è per la grandissima parte interamente gestito dagli stessi giocatori.

### Navi
Le navi del gioco, inoltre, sono distinte in tre macrogruppi: combattimento, trasporto e mining. Si va dallo shuttle (un semplice mezzo di trasporto) e dalle rookie ship (le navi da combattimento/mining di base con cui affrontare le prime ore di gioco e l'addestramento) ai colossi del combattimento (Titan e Supercarrier), del mining (Rorqual) e del trasporto (Jump Freighter), passando attraverso un variegato mondo di navi esteso per numero, per dimensioni e per specializzazioni. Esiste anche una classificazione delle navi basata sulle loro prestazioni: navi tech 1, navi tech 2 (di solito navi iperspecializzate in determinati ruoli, con relativo miglioramento delle loro caratteristiche) e navi tech 3 di recente introduzione. Ogni nave può essere corredata di un fitting specifico deciso dal giocatore in base alle proprie inclinazioni di gioco, in base al tipo di impiego e alla zona di gioco affrontata, il tutto in generale limitato dalla struttura stessa della nave. Tuttavia le navi tech 3 sconvolgono questa visione di gioco permettendo al giocatore di modificare pesantemente le caratteristiche di base della nave a proprio totale piacimento, creando delle navi quasi totalmente personalizzate, parzialmente anche nella forma. Ovviamente per ogni classe di navi occorre avere raggiunto un determinato numero di skill che impone l'aver acquisito pure l'esperienza necessaria per pilotarle. Esperienza necessaria, perché caratteristica del gioco è che nave più grossa e potente non significa assolutamente nave vincente, ma solo necessaria capacità di saperla usare. Se non si ha la necessaria esperienza, spesso e volentieri, la nave, per quanto grossa sia, costituisce solo un facile (e ghiottissimo) bersaglio per avversari esperti che riescono a distruggerla pure con navi molto più piccole.
Esistono anche navi speciali, non costruibili nel gioco, che vengono prodotte appositamente dalla CCP e regalate in occasioni speciali o ai vincitori dei vari tornei annuali. Queste navi, in numero limitato (alcuni esemplari si contano sulle dita di una mano), hanno generalmente caratteristiche decisamente ben al di sopra degli standard e un valore spropositato.
Un'altra categoria di navi è quella cosiddetta faction, navi che non rientrano tra quelle specifiche di ogni razza del gioco, in dotazione alle fazioni dei Pirati oppure ottenibili solo come premio dalle grandi corporazioni NPC dopo aver raggiunto un certo punteggio in Loyalty Point con le missioni per conto di agenti NPC.
Di seguito vengono elencate le principali classi di navi, ordinate in senso crescente dalla più piccola alla più grande.

### Strutture
Oltre alle stazioni NPC, esiste la possibilità di costruire le proprie strutture che possono andare dal semplice POS (Player Owned Stations), un aggregato di strutture facenti capo ad una control tower, nelle quali c'è la possibilità di eseguire le più svariate operazioni, alla vera e propria stazione o Outpost -identica alle stazioni NPC- dove i giocatori autorizzati dall'alleanza proprietaria possono atterrare ed usufruire dei servizi da essa offerti. Esclusi i POS che possono essere costruiti anche in Impero, gli outpost possono essere costruiti solo nei sistemi conquistati da un'alleanza e su cui la stessa ha impiantato la propria sovereignty. Con l'introduzione dell'espansione Citadel e Ascension è possibile per le corporazioni e alleanze costruire citadelle e complessi d'ingegneria in ogni angolo del New Eden

### Server e piattaforma
EVE Online si distingue dalla gran parte dei MMORPG, perché esiste un solo e unico shard di gioco a cui connettersi. Basato su Stackless Python e Microsoft SQLServer, correntemente è il server di gioco più grande del mondo. Ciò permette una notevole concentrazione di giocatori (con picchi di diverse decine di migliaia), maggiore interazione tra gli stessi e dinamiche di gioco molto fluide e importanti. Il server è abbastanza potente da poter gestire in relativa tranquillità una media di 45.000 giocatori contemporaneamente collegati, entrando in leggera crisi solo in quei sistemi dove si concentrino diverse centinaia di giocatori (per esempio durante una grande operazione di guerra) ove si verifica una leggera, ma tollerabile, lag. Esistono altri due server dedicati alle versioni in test, a cui i giocatori possono accedere, testare le nuove espansioni in fase di sviluppo e contribuire al miglioramento delle stesse. Dal punto di vista grafico, anche se scritto per il DirectX 10 il gioco è perfettamente giocabile anche sotto DirectX 9 con schede grafiche anche di non ultimissima generazione. Il gioco è gratuitamente scaricabile dal sito ufficiale, ed è possibile giocare senza abbonamento utilizzando il clone Alfa, accessibile gratuitamente ed in grado di imparare abilità garantendo l'utilizzo di fregate, incrociatori e cacciatorpediniere tech I, e avere accesso di base per il commercio e l'industria. Chi utilizza un clone Alfa può decidere di accedere al clone Omega tramite la sottoscrizione del classico abbonamento al costo di 14.95 euro mensili (comprensivi del costo del gioco stesso), ulteriormente riducibili grazie agli sconti effettuati da CCP per il rinnovo dell'abbonamento per periodi trimestrali, semestrali o annuali. Da considerare anche la possibilità di utilizzare gli ISK (la moneta del gioco) per poter comprare il PLEX(pilot license extender) acquistabile anche attraverso il sito ufficiale ma anche attraverso i più assortiti canali, dei quali uno dei più usati è certamente eBay.

## Versioni ed espansioni
EVE Online è stato ufficialmente pubblicato nel 2003 e da allora si contano 12 release ufficiali del gioco tutte distribuite gratuitamente e contenenti non solo semplici espansioni, ma pure vere e proprie riscritture del core con profondi cambiamenti nella grafica e nella struttura del gioco. La CCP ha pensato di distribuire ogni nuova espansione sotto forma di patch del client. In questo modo il client sull'unico server di gioco è sempre unico e non è possibile utilizzare client più vecchi per giocare.

### The Second Genesis
Nel 2003, dopo svariati mesi di beta-testing, la CCP presenta la prima release ufficiale del gioco: EVE ONLINE: The Second Genesis. Pensata in formato retail, la release doveva essere distribuita da Simon&Schuster inizialmente. Quest'ultima, tuttavia, non certa della validità del gioco e del suo successo commerciale, decise di abbandonare la CCP a sé stessa poco dopo la pubblicazione del gioco. In questo frangente, la CCP decise di riacquistare tutte le licenze del gioco e di provvedere in prima persona alla distribuzione in forma digitale. La scelta della CCP, a prezzo di immensi sacrifici economici, si dimostrò tuttavia vincente.

### Castor
Definita una espansione minore, Castor venne pubblicata nel dicembre 2003 e servì a introdurre alcune correzioni e bilanciamenti nel gioco e alcune novità come il cloaking dopo il jump con un jumpgate, le prime navi e i primi moduli di tech 2 e le prime stazioni conquistabili nel deep space in 0.0 (le zone fuori dal controllo degli imperi a sicurezza nulla).

### Exodus
Nota inizialmente col nome in codice Shiva, la seconda espansione venne lanciata nel novembre 2004. È definita come la vera prima grande espansione del gioco. Arrivarono, infatti, nuove classi di navi (Destroyer e Battlecruiser per i combattenti e le Barge per i minatori), nuovi moduli e nuove modalità di gioco. Vennero infatti introdotti i Complex (in poche parole i Dungeon di EVE) che rivoluzionarono il modo di fare missioni e i POS (Player Owned Station), che stravolsero in meglio le caratteristiche di gioco nel deep space in 0.0.

### Cold War
Terza in ordine di tempo, quest'espansione introdusse altre importanti novità, tra le quali vale la pena di ricordare il sistema delle Sovereignty che permette la conquista e il controllo di uno o più sistemi conquistabili da parte degli stessi giocatori. Altra importante novità furono gli outpost, che modificavano profondamente il concetto di stazione, introducendo la possibilità per i giocatori di avere proprie stazioni che non fossero solo le poche stazioni NPC conquistabili. Altra novità furono le aree Cosmos nelle quali chi svolge missioni ha la possibilità di incrementare considerevolmente i profitti. Infine arrivarono nuove navi: vennero introdotte le prime capital ship. La Freighter, una gigantesca e lentissima nave da trasporto priva di armamenti che consente il trasporto di immani quantità di materiali e la Dreadnought, una nave specializzata nell'assedio e la distruzione delle strutture nemiche, lenta e dotata di una potenza di fuoco smisurata.

### Red Moon Rising
Con la quarta espansione arrivarono nuove navi della classe capitalship per il combattimento: le Carrier, le Mothership e le gigantesche Titan, queste ultime tra le navi più grandi del gioco. Sempre per il combattimento arrivarono pure nuove navi tech 2: le Command Ship (classe Battlecruiser), gli Interdictor (classe Destroyer con specializzazione nello bubble scramblering ovvero impedire il warp di tutte le navi nemiche all'interno di una bolla generata dall'Interdictor), le Recon Ships (classe Cruiser specializzate nella guerra elettronica). Per i miner arrivarono gli Exhumer (la versione tech 2 delle barge). Venne pure introdotta un'importante modifica nell'uso dei Drone, limitandone a 5 il numero massimo gestibile da ogni nave, ad esclusione delle Carrier e delle Mothership ove i droni costituiscono una delle armi principali per quelle navi. Infine vennero aggiornate le quattro razze giocabili, con l'introduzione di nuove sotto-razze con nuove caratteristiche di base.

### Revelations I
Revelations I è la prima parte della più grande espansione mai pubblicata di EVE Online. Con questa espansione vennero introdotte modifiche profonde sia nella struttura del gioco che nella grafica. Si parte da otto nuove Region in cui giocare, comprendenti ognuna decine di nuovi sistemi.
Passando alle navi, arrivarono le sottoclassi Tier3 e Tier2, rispettivamente per le Battleship e per le Battlecruiser. Vennero introdotti pure i Rig, dei moduli speciali da installare sulle navi e non riutilizzabili, che modificano considerevolmente alcuni parametri di base delle stesse.
Dal punto di vista delle modalità di gioco, vennero introdotte le possibilità di fare Salvaging (recuperare materiali preziosi per la produzione dai rottami delle navi distrutte) e quella dello Exploring con gli scanner, che permettono di mappare un sistema individuando tutto quel che possa interessare: dalla posizione di navi nemiche (che non avrebbero più avuto scampo nascondendosi in punti remoti di un sistema), al tipo di materiale ottenibile col mining, ai Complex nascosti.
Altra grossa novità era costituita dalla possibilità di produrre navi tech 2 attraverso le cosiddette invenzioni che consentivano di utilizzare i blueprint delle navi base, eliminando il sistema precedente, troppo costoso e di difficile gestione.
Infine venne migliorata la grafica introducendo modifiche quali il Seamless zoom che permette una gestione più realistica e in navigazione che nelle mappe.

### Revelations II
La seconda parte di Revelations, decisamente di portata minore rispetto alla prima, introdusse alcune modifiche nella meccanica di gioco. Venne introdotto il concetto di Overload di alcuni moduli: con l'acquisizione della skill Thermodinamic, un giocatore può sovraccaricare temporaneamente un modulo (che abbia tale possibilità), in modo da amplificarne gli effetti. Lo Overload, ovviamente, non è infinito e porta al deterioramento dei moduli sovraccaricati fino alla loro rottura.
La gestione dei POS e delle strutture in genere, vide modifiche nell'ambito del warfare con l'aggiunta di nuovi moduli struttura, lo spostamento delle batterie di difesa al di fuori dello scudo del POS, l'introduzione dei Jump Bridge, dei Jump Gate di proprietà dei giocatori che consentono lo spostamento da un sistema all'altro con una portata limitata nella distanza copribile.
Vennero pure introdotte alcune modifiche al motore del gioco in modo da limitare gli effetti del Lag in determinate situazioni di gioco.

### Trinity
Inizialmente definita Revelations III, è la più grande espansione dopo Revelations I, che introdusse una veste grafica totalmente ridisegnata da zero, sia per lo spazio di gioco che per le navi. Vennero modificate e ridisegnate alcune navi, modificate le ambientazioni, ridisegnate e modificate alcune strutture. La grafica venne pensata per le schede grafiche che supportano lo Shader 3.0, fornendo un'esperienza di gioco totalmente nuova e molto più coinvolgente.
Vennero introdotte diverse nuove navi tutte di tech 2: le Electronic Attack Ship (classe Frigate), gli Heavy Interdictor (classe Cruiser, con ruolo di gioco simile agli Interdictor), le Jump Freighter (l'evoluzione tech 2 delle Frighter, in grado di muoversi usando i Cynosural field), le Marauders (classe Battleship) e le Black Ops (ancora classe Battleship dotate di un Jump Portal Generator speciale da usarsi con i Covert Ops Cynosural Field per far saltare con sé una piccola flotta di navi per attacchi improvvisi di precisione).
Venne pure modificata la gestione dei moduli di guerra elettronica con l'introduzione di Script che ne amplificano le funzioni su determinate specializzazioni.

### Empyrean Age
Vide la luce il 10 giugno 2008 e introdusse una grande novità: la Factional Warfare. In pratica, se fino ad allora i giocatori potevano conquistare nuovi sistemi solamente nelle zone conquerable nello 0.0 e facendo parte di grosse Alleanze, con la Factional Warfare i giocatori e le loro corporazioni possono entrare a far parte di uno dei quattro Imperi (Amarr, Caldari, Gallente, Minmatar) e lottare per la conquista di sistemi appositamente predisposti per questa nuova guerra, ove la Sovereignty appartiene ad una delle quattro grandi nazioni.
Inizialmente molto attraente, il suo successivo sviluppo, però, non ha visto il successo aspettato e, non molti giocatori scelgono di partecipare alla Factional Warfare a causa di vari aspetti che dovrebbero essere migliorati: dal sistema dei guadagni e delle compensazioni, a quello dei costi.
Molto interessante, tuttavia, è il tipo di impatto che la Factional Warfare ha sulle dinamiche del gioco: se, infatti, normalmente la storia di base di un gioco, ha dei capisaldi ben definiti nella definizione di vincitori e vinti, in questo modo sono i giocatori stessi che scrivono in itinere la storia del gioco con risultati del tutto imprevedibili.

### Dominion
Dominion è stata pubblicata il 1º dicembre 2009. La data ha un significato simbolico, perché è l'anniversario dell'Indipendenza Islandese (la CCP è islandese), ovvero l'anno in cui il popolo islandese ha conquistato la Sovranità (in inglese sovereignty) sul proprio territorio. Non a caso, Dominion, tra varie novità, presenterà un radicale cambiamento del sistema delle sovereignty sui vari sistemi planetari che costituiscono EVE: una rivoluzione definita epocale da molti esperti e dagli stessi giocatori. Tra le altre grandi novità di Dominion, c'è la grafica rinnovata per quanto riguarda lo spazio, con pianeti ridisegnati e ben differenziati, al punto che ogni pianeta è praticamente unico all'interno del gioco. Inoltre è stata notevolmente migliorata la gestione della messaggistica interna, fino ad ora molto scarna e poco funzionale. Altra novità è la gestione delle Fleet (le flotte): totalmente migliorata la gestione, viene introdotta pure la possibilità di ricercare flotte a cui potersi aggregare e di crearne di nuove a cui far aggregare altri giocatori anche di corporazioni estranee. Migliorato notevolmente pure il browser interno, ora basato su Chrome, che, finalmente, permette l'apertura di pagine anche complesse dall'interno del gioco.
Testo a sé riguarda le modifiche effettuate sulle Capital Ship: le Titan sono state depotenziate nella potenza di fuoco e il doomsday (la loro arma principale) modificato.
È stata invece posticipata la modifica alle Mothership, che diventeranno Supercarrier: cambierà il loro ruolo con l'introduzione di una classe specifica di droni, in funzione anti-Titan.

### Tyrannis
L'espansione Tyrannis era stata pianificata inizialmente per il 18 maggio 2010, prevedendo l'introduzione di nuovi meccanismi di gioco (il Planetary Interaction) e tool (EVE Gate). Tuttavia è stata posticipata in due fasi per sistemare alcuni bug (la CCP preferisce posticipare patch, espansione e deployare al meglio per evitare bug, problemi, ecc.): la prima il 26 maggio 2010, ha visto l'introduzione di EVE Gate, una sorta di social network su EVE gestibile da web, attraverso cui si potranno leggere dall'esterno le mail ingame, gestire forum di corporazione, controllare i propri asset e molto altro; la seconda il 6 giugno 2010, ha visto l'introduzione del Planetary Interaction, ovvero un primo passo verso l'interazione con i pianeti (in vista dell'integrazione con Dust 514), che permette la costruzione di un sistema industriale a catena di produzione, partendo dallo sfruttamento delle risorse minerarie, passando alla loro raffinazione, fino alla produzione di prodotti finiti che verranno lanciati e recuperati nello spazio dal produttore per l'uso. Logicamente insieme ai pianeti sfruttabili, alle strutture sono state introdotte nuove skill e altre migliorie.
Migliorata pure la grafica della Scorpion e introdotte delle piccole migliorie per risolvere il problema della lag che colpisce i sistemi in cui sono presenti centinaia di giocatori, pregiudicando, spesso, gli esiti di grandi battaglie.

### Incursion
pubblicata il 30 novembre 2010

### Incarna
pubblicata il 21 giugno 2011

### Crucible
pubblicata il 29 novembre 2011

### Inferno
Con l'espansione estiva Inferno, pubblicata il 24 maggio 2012, sono state modificate le modalità e le regole per la Factional Warfare, è stata inserita la killboard all'interno dell'interfaccia dei gioco, gli stealth bomber sono stati ridisegnati e le navi Amarr hanno avuto un aggiornamento alle texture.

### Citadel
pubblicata il 27 aprile 2016 vengono introdotte le "Cittadelle", massicce strutture di giocatori create nello spazio. Questi monumenti alla forza e potenza dei piloti possono diventare importanti porti commerciali, quartieri residenziali/hangar stazioni difensive e offensive.
Ogni cittadella ha un periodo di manutenzione settimanale dove viene gestita la ricalibrazione. Più grande è la cittadella, più grande è la finestra di manutenzione. È durante questo periodo che le cittadelle sono vulnerabili agli attacchi.
In caso di distruzione (cosa possibile con un notevole sforzo) tutti gli assetti personali di ogni personaggio vengono sequestrati e consegnati alla stazione NPC più vicina, o in un'altra cittadella di proprietà della stessa corporazione o alleanza presente nel sistema solare.

### Ascension
Pubblicato il 15 novembre 2016 include molte modifiche e novità tra cui:
- "Clone State" sviluppato un nuovo metodo di clonazione che ruota intorno a due nuovi Stati di clone, L'Alfa e l'Omega. I cloni Omega saranno uguali a quelli attuali e funzioneranno proprio come un personaggio che ha sottoscritto un abbonamento fino ad ora. I cloni Alfa saranno accessibili gratuitamente, senza abbonamento e saranno in grado di formare un'abilità che garantiscono l'utilizzo di fregate, incrociatori e cacciatorpediniere tech I, e per accesso di base per il commercio e l'industria.
- "Engineering Complexes" Ascension vedrà l'introduzione di una nuova classe di struttura costruita dai giocatori: complessi d'ingegneria. Questo insieme di strutture aggiunge capacità industriale ai nuovi tipi di strutture che i giocatori sono in grado di costruire e mantenere, integrandogli eco-sistemi di cittadelle che i giocatori sono in grado di creare all'interno di New Eden.
- "Command Burst" rivisto completamente l'esistente sistema di Warfare Link,
- " Fitting Simulator" introdotto direttamente "in-game" un simulatore di fitting. Strumento per sperimentare navi e moduli utilizzabili e non. Utile nella pianificazione nuove dottrine di combattimento, o semplicemente visualizzarne le specifiche ,
- Riprogettato completamente il sistema di esplosione, aggiungendone sorprendenti effetti e relitti adattati alla nave distrutta.
- Riprogettata completamente la propria "scheda del personaggio" che semplifica la visualizzazione delle informazioni e consentire a piloti veterani e nuovi di distinguere tra le caratteristiche dei cloni alfa e omega. Migliorandone la chiarezza dei requisiti per la formazione di nuove abilità, progresso e progressione, nonché una panoramica più semplice della coda di abilità con una notevole ottimizzazione della gestione.
- Aggiunte operazioni di raccolta delle risorse in cinture di asteroidi degli NPC

### Lifeblood
- "Raffinerie"

La classe successiva di strutture costruite sta arrivando, mettendo ancora più potenza industriale nelle mani dei piloti in tutto il New Eden!
Le raffinerie rivoluzioneranno il modo in cui le risorse di consumo vengono raccolte e lavorate nel Nuovo Eden e diventeranno la struttura principale da utilizzare nella raccolta, lavorazione, raffinazione e ritrattamento.
Questa nuova linea di strutture offrirà un metodo completamente nuovo di estrazione lunare e migliorerà la capacità di reazione utilizzando l'Ui industriale per il processo, consentendo di snellire i flussi di lavoro industriali come mai prima d'ora.
- "Moon Mining"

Con l'arrivo delle raffinerie, ora si sarà in grado di effettuare operazioni minerarie lunari direttamente attraverso queste strutture, trasformando il processo da una forma di reddito del tutto passiva in una forma attiva di gameplay che promuove la collaborazione e il conflitto.
- "Guerra delle risorse"

Mentre le forze pirata invadono i confini delle nazioni sovrane di New Eden, i giocatori saranno in fase di contratto per assistersi con operazioni di raccolta delle risorse in spazi ad alta sicurezza. Formando parte delle spedizioni di raccolta di risorse come piloti di combattimento o minerari,i piloti giovani e anziani saranno in grado di prendere parte a gameplay collaborativo con altre piloti per assistere il loro impero scelto con il rilascio di EVE Online: Lifeblood.
- "Cantieri navali Guristas "

Le fazioni pirata del New Eden continuano la loro corsa agli armamenti per la supremazia, come i pirati Guristas sono accanto a diramare in produzione di massa le nuove navi di classe CAPITAL.
Rifiutando di sedersi inattivi e di assistere come spettatore mentre i Blood Raiders costruiscono una flotta formidabile, i Guristas dispongono ora di impianti di produzione propri che contengono modelli di grande valore per i loro progetti di navi capital.
Con l'espansione invernale, i piloti possono sperare di attaccare questi cantieri navali per mettere le mani su progetti molto rari per navi di classe capitale altamente capaci e avanzate.
- "Basi pirata per operazione a distanza"

L'aumento del conflitto sulle risorse sempre più scarse nel New Eden ha fatto sì che i Guristas e i Blood Raiders espandessero la loro influenza e capacità industriale, mettendo in scena coraggiose incursioni in uno spazio di alta sicurezza che è sotto la sovranità degli imperi. Nuove basi operative pirata in avanti - o FOBs - sono state individuate in tutta New Eden, creando nuove opportunità per i gruppi di piloti simili a quelli dei pirati di stringere insieme e lavorare per allontanare la minaccia.
Scansionali verso il basso e colpirli duramente per raccogliere i frutti della sconfitta di forze ostili
- "Riequilibro delle navi per i cloni Alfa"

Con l'implementazione di EVE Online: Lifeblood, ci sarà un passaggio di equilibrio considerevole per molti degli scafi popolari tra i piloti Alpha, al fine di dare loro un po' più punch, tra cui alcuni slot layout e cambiamenti bonus che mirano a scuotere il meta di combattimento un po', e fornire nuove opzioni tattiche per queste classi di scafo.
- " Contabilità mineraria "

Con l'avvento di nuove tecnologie minerarie, il pilota sarà in grado di utilizzare informazioni dettagliate sulla sua storia mineraria, così come quelli che sono minerario nel loro spazio per monitorare l'efficienza e la produzione di materie prime dalla loro attività di raccolta delle risorse.
- "Miglioramenti a The Agency"

Con l'arrivo di EVE Online: Lifeblood, molti miglioramenti dell'esperienza utente saranno apportati all'interfaccia per The Agency, inclusa la possibilità di trovare sessioni di gameplay con piloti simili in modo che i piloti possano collaborare insieme su esplorazione, estrazione mineraria, combattimento e altri aspetti della vita nello spazio.

## Accoglienza
Come detto, EVE Online è in grado di gestire un numero molto elevato di giocatori in contemporanea sull'unico shard ufficiale. Per questo motivo EVE Online detiene il record mondiale per il maggior numero di giocatori collegati contemporaneamente, record che viene continuamente aggiornato. Il 9 febbraio 2009, a causa di un evento di gioco, è stata superata la soglia dei 50 000 giocatori, arrivando a quota 51 675.
Nello stesso anno, EVE Online ha battuto il suo record arrivando a 54 181 giocatori connessi il 6 dicembre 2009.
Il 23 gennaio 2011 sono stati raggiunti i 63 165 giocatori connessi contemporaneamente, qualche giorno dopo il lancio dell'ultima patch dell'espansione Incursion. L'ultimo record è stato segnato il 5 maggio 2013 con ben 65 303 giocatori.

## Controversie

### Lo scandalo dei BoB
Un grosso scandalo coinvolse attorno al 2006-2007 alcuni degli sviluppatori software del gioco, impiegati della CCP, che si resero colpevoli di trucco nei confronti di altri giocatori amici, utilizzando fraudolentemente i personaggi giocanti con cui giocavano. Sembra, infatti, che queste persone abbiano favorito in diverse occasioni l'alleanza di cui facevano parte (la ben nota BoB - Band of Brothers, ribattezzata da tanti giocatori per l'occasione BoD - Band of Developers, e a sua volta vittima, qualche anno dopo, di un altro grosso avvenimento di gioco), passando informazioni riservate riguardanti, tra l'altro, l'acquisizione di alcuni blueprint di valore elevatissimo. Si trattava di blueprint per navi tech 2 che, all'epoca, venivano vinti tramite una sorta di lotteria all'interno del mercato (l'espansione Revelations I cambiò successivamente questo meccanismo con l'introduzione delle Inventions). Inoltre molto sospetti furono alcuni avvenimenti che portarono la BoB ad acquisire una posizione di assoluta supremazia in 0.0, portandola, successivamente, a lanciare una campagna per l'invasione di tutto lo 0.0. Fatto è che un anonimo giocatore finì per rivelare il tutto, comprese le identità degli sviluppatori CCP coinvolti e i nomi dei loro PG in gioco. In seguito a questo, la CCP si trovò costretta da un lato a prendere una posizione ufficiale nei confronti della vicenda (con non poche rimostranze e proteste per la condotta tenuta) e dall'altro a prendere provvedimenti volti a recuperare il danno di immagine subito. Gli account degli sviluppatori coinvolti vennero bannati dal gioco, ma poco si sa sui provvedimenti che coinvolsero la BoB, atti a sanzionare l'illecita posizione di supremazia raggiunta. Parecchi giocatori, a tutt'oggi, sostengono che i BoB, o meglio, le corporazioni ex-BoB, godano ancora di alcuni appoggi all'interno della stessa CCP. Molte furono le polemiche e le discussioni che si svilupparono su parecchi forum. Ma vale la pena ricordare principalmente la discussione accesissima che si svolse sul forum ufficiale di EVE Online a tal proposito: talmente accesa da generare 714 risposte in meno di 19 ore, fino alla forzata chiusura del thread.

### Il disband dei BoB
Un altro avvenimento che fece parecchio scalpore nell'ambito non solo del gioco, ma degli ambienti MMORPG in generale, fu la fine di una delle più grandi alleanze del gioco, la sopracitata BoB. Potente e temuta (e pure odiatissima e oggetto di accuse più o meno infamanti - vedi sopra), la BoB venne improvvisamente chiusa grazie ad un'azione a metà tra lo spionaggio in grande stile e il colpo di Stato. Tra le altre corporazioni facenti parte dell'alleanza BoB, ve ne era una, la Tinfoil a cui apparteneva uno dei Director (in poche parole uno dei dirigenti, con poteri gestionali pari a quelli del CEO) dell'alleanza. Ebbene, il PG in questione, il 5 febbraio 2009, forte dei suoi poteri, ha iniziato a espellere una dopo l'altra tutte le corporazioni dall'alleanza, quindi ha proceduto con la chiusura (disband da cui l'acronimo DoB - Disband of Brothers subito coniato a mo' di scherno) della stessa. Immediatamente dopo, un'altra alleanza con lo stesso nome Band of Brothers è stata creata. In questo modo, non solo la vecchia BoB è stata chiusa, ma non ha più potuto riformarsi col suo stesso nome. Dopo anni, un'alleanza forte e potente di migliaia e migliaia di membri, cessava improvvisamente di esistere e non sul campo. Tutte le decine e decine di sistemi controllati fino ad allora, incluse installazioni, strutture e quant'altro, furono persi e restavano a disposizione, così, del primo che se ne fosse impossessato. Sembra che il PG che ha provocato tutto ciò, sia poi transitato nelle file dell'alleanza acerrima nemica dei BoB, quella dei Goons (che immediatamente dopo partì alla conquista delle Region ex-BoB). La cosa che destò più scalpore fu la rapidità dell'azione e a tutt'oggi rimane ignoto se l'autore dell'azione fosse un infiltrato dei Goons che, pazientemente, anno dopo anno raggiunse la posizione di Director per poi chiudere i BoB o se lo stesso fosse rimasto oggetto di un ricatto da parte dei Goons o se si sia semplicemente venduto a loro per soldi.

### Lo scandalo di Ricdic
EVE Online è, poi, balzato agli onori della cronaca a luglio 2009 a seguito di uno scandalo che ha coinvolto un giocatore australiano. Attraverso il suo PG chiamato Ricdic, il personaggio era il CEO di una corporazione (la EBank) che effettuava servizi bancari all'interno del gioco: depositi contro interessi, prestiti, ecc. per oltre 6.000 giocatori. Un giorno Ricdic ha prelevato l'8% della valuta depositata nella cassa di corporazione (circa 200 miliardi di ISK, la valuta di EVE Online), rivendendola nel mondo reale online e ricavando oltre 5.100 dollari US di valuta reale. Conseguenza del suo gesto è stato solo il ban definitivo dal gioco, poiché questo tipo di compravendite (valuta virtuale contro valuta reale) contravvengono ai termini previsti dalla licenza d'uso. Se Ricdic si fosse limitato al furto ingame, non sarebbe accaduto nulla, poiché i furti fanno parte della realtà del gioco. Il problema è nato non appena ha iniziato a vendere il denaro virtuale nel mondo reale. Nessuna conseguenza, invece, sotto il profilo giudiziario del mondo reale, in quanto questo tipo di truffa non è contemplata dalle leggi vigenti. L'interessato ha dichiarato di non essere orgoglioso di quanto fatto, ma che se avesse potuto ripetere il gesto lo avrebbe fatto. Sembrerebbe che, con i soldi realizzati, abbia pagato alcune spese mediche e regolarizzato un mutuo.

### La morte di Sean "Vile Rat" Smith
L'11 settembre 2012 a Bengasi in Libia, durante un assalto in stile militare al Consolato USA, perdevano la vita l'Ambasciatore USA Chris Stevens, due agenti segreti e un Funzionario del Dipartimento di Stato USA. Quest'ultimo si chiamava Sean Smith, si occupava di IT. Tuttavia, oltre ad essere un funzionario sempre in prima linea nei luoghi più caldi, era pure un giocatore molto conosciuto nel mondo di EVE Online, noto col nome di Vile Rat. Nel gioco era uno stimato e rispettato diplomatico dell'Alleanza dei Goonsworm Federation, ex membro del CSM, personalità influente tra i giocatori anche di opposte fazioni, nota per la propria disponibilità nel risolvere problemi e dirimere questioni con fama di negoziatore capace. La morte reale di Vile Rat ha destato una grande impressione nel mondo di EVE Online. Tante le manifestazioni di affetto e cordoglio, dalla ridenominazione di tutti gli outpost appartenenti alle alleanze di ClusterFuck Coalition (CFC - la grande coalizione di Alleanze di cui fa parte quella dei Goons) in ricordo di Vile/Sean, alle centinaia e centinaia di messaggi di cordoglio giunti da tutti i giocatori e dalle più svariate parti del mondo. Molti pure i filmati commemorativi girati ingame, tra i quali, degno di nota, quello che riprende la Cyno-Candle Ceremony in memoria di Vile/Sean: la commemorazione, organizzata dai Goons nel sistema di UMI-KK in Tribute, ha visto la partecipazione di centinaia di cyno-ship messe all'interno di diverse decine di mobile warp disruptor disposte in maniera tale da formare la scritta RIP Vile Rat; l'accensione dei cyno-generator a bordo delle cyno-ship ha simulato l'accensione di centinaia di candele con un effetto scenografico imponente e toccante allo stesso tempo.